# От другата страна на огледалото
„От другата страна на огледалото“ е български игрален филм от 1977 година, копродукция с Германия на режисьора Иля Велчев, по сценарий на Антон Дончев. Оператор е Константин Джидров, художник – Захари Савов. Музиката във филма е композирана от Митко Щерев.
Филмът е селектиран за Берлинския кинофестивал.

## Сюжет
Яна Манева е учителка в дом за сираци в София по време на Втората световна война. Един ден разбира, че нейни ученички са изпратени „да правят компания“ на немски офицери в двореца. Младата жена се възпротивява. Дързостта и красотата ѝ пленяват немския благородник и летец Ервин фон Редер. Той е готов да направи всичко за нея. Яна получава задача като член на международната антинацистка група „Червеният оркестър“ да приеме поканата му да замине с него в Берлин и там да се включи в разузнавателната дейност на групата. Тя попада в общество, което я поразява със своя цинизъм, безцеремонност и националистически предразсъдъци. Много ѝ е трудно да запази чистотата си. Предавайки ценни сведения, разузнавачката е разкрита и арестувана от Гестапо. Яна Манева издържа на мъченията, не предава другарите си от „Червения оркестър“. Осъдена е на смърт. Красивата българка е гилотинирана. В миговете преди гилотината да падне, тя вижда несбъднатата си сватба.
В сценария присъстват мотиви от реалната история на българската разузнавачка Кръстана Янева.

## Актьорски състав
- Ренета Дралчева – Яна Манева
- Юрий Ангелов – Ервин фон Редер, ас от авиацията
- Ириней Константинов – Зигфрид фон Редер, майор от Гестапо, братовчед на Ервин
- Гроздан Герцов – Боян
- Райна Василева – певицата Клара Хаген
- Любомир Бъчваров – разузнавачът Зарин, член на „Червения оркестър“
- Катя Зехирева – затворничка
- Албена Хаджиева – Паола
- Петър Слабаков – инструктор от антифашистката група
- Венелин Пехливанов – комендант в двореца
- Бойка Чавдарова – хазяйката
- Светозар Атанасов – агент на Гестапо
- Илия Георгиев – руският пленник
- Борис Радивенски – палачът Крамер
- Стоян Алексиев – побърканият затворник
- Никола Дадов – немски редник

## Цитати
Станислав Недялков - кинокритик
„От другата страна на огледалото“ звучи като предизвикателство към наложените нравствени норми и критерии. Иля Велчев ни подготвя към изключителни обстоятелства. Главната героиня Яна (интересен е изборът на младата красива актриса Ренета Дралчева, неин дебют в игралното кино) изминава път, кратък като стон, като стих, кратък, но страшен път от София до ешафода в затвора. Това късче живот на героинята кара всеки човек да оцени за себе си понятията чест и дълг, страх и героизъм, сила и безсилие, любов и омраза.
Условният свят на „От другата страна на огледалото“ е подчинен на стремежа да се проникне зад видимата страна на явленията в живота. Оставайки верен на историческата истина, ни внушава, че да видиш това, което става „зад огледалото“ в жестокия свят, има много висока цена. Филмът осветява историческото минало с нов поглед. Съкращава историческата дистанция от десетки години и звучи съвременно. Дори войната присъства в „огледално отражение“ без батални сцени и масов героизъм.
Особената стилистика на филма го приближава към импресията, но е и реалистичен, с някои усещания за натурализъм, като сцената с гилотинирането. Впечатляват финалните кадри - безмълвния влак, отнасящ Яна към родината. „От другата страна на огледалото“ е актуален и общозначим, това е хуманната ос на световното киноизкуство.
Иля Велчев - интервю за списание „Български филми“ януари 1978 година.
Войната присъства във всеки епизод от филма. Но в него няма да видите нито окопи, нито разрушени сгради, нито танкови колони. Вместо това - вледеняващ душата страх, безлюдните улици на Берлин, слепите войници, песента на Клара за пагубната плячка на войната, ужаса на подлеца, който скъпейки живота си издава всичко, което знае, екзекутираната мечта. Войната се превръща в пещ, в която се проверява твърдостта на материала от който е направена човешката душа. Същността на филма е в диалога между човека и гилотината, между светлината и мрака, между живота и смъртта. В названието на филма се съдържа подтекста направляващ вътрешното движение на идеите на филма и неговото повествование.
Исак ГОЗЕС - журналист
Героинята Фрида, непризната у нас
Сред героите, дали живота си в борбата срещу фашизма, е и българката Кръстана Янева. Баща ѝ Иван Янев е македонски войвода, а тя е учителка в Дом за сираци, където е израсла. Изпратена е като разузнавач в Германия в международната разузнавателна група известна като Rote Kapelle /„Червеният оркестър“/ с поне двеста благородници, графини и дори кума на Гьоринг. Фрида, както наричат Кръстана, обикаля Париж, Прага, Брюксел, събира сведения за състоянието на съпротивителни група, пренася опасни пратки. Когато групата е разгромена, на 29 април 1943-та в квартирата ѝ в Берлин нахлува Гестапо. Фрида е арестувана.
Години след това журналиста Кирил Янев тръгва по следите на рано отнетия ѝ живот. Той намира хазяйката на българката. Научава, че момичето е било измъчвано 49 дни и осъдено на смърт чрез гилотиниране. По заповед на Хитлер така са умъртвявали жените от „Червеният оркестър“. Мъжете са бесели на корда от пиано.Кръстана е отведена в Хале, където се изпълняват присъдите.
На съобщение в местния вестник, който търси свидетели на последните дни на българката, се отзовава дърводелецът на затвора. Пред българския журналист той казва: „Един ден шефът ми нареди да направя малък ковчег за една българка. Тя е дребна. Като ѝ махнем главата, става дете”. Следващата среща на Янев е с надзирателката на затвора фрау Райзенбух. Тя отказва да говори, но написва: „Получих заповед за изпълнение на присъдите на рускиня, полякиня и една българка. Нея я изведох последна. Излъгах я, че има свиждане. В дъното на коридора, срещу подпис, я предадох на двама мъжаги с гумирани дрехи и маски. Те я вкараха в специална стая, затвориха вратата и... край“. Фрида е погребана в руското военно гробище в Берлин.
На кръстовището на улиците „Патриарх Евтимий“ и „Граф Игнатиев“, където е бил Дома за сираци, е имало плоча с името на разузнавачката. Три години след 10 ноември 1989 години тя е махната. Кирил Янев искал да я прибере и съхрани, но работникът, който я трошил, обяснил, че му е нужна, за да се отчете.
В Германия, в дома, където е живяла антифашистката Кръстана Янева, паметната плоча седи непокътната.